# Dentiovula
Dentiovula là một chi ốc biển, là động vật thân mềm chân bụng sống ở biển thuộc họ Ovulidae.

## Các loài
Các loài thuộc chi Dentiovula bao gồm:
- Dentiovula azumai (Cate, 1970)[2]
- Dentiovula colobica (Azuma & Cate, 1971)[3]
- Dentiovula deforgesi Lorenz & Fehse, 2009[4]
- Dentiovula dorsuosa (Hinds, 1844)[5]
- Dentiovula eizoi Cate & Azuma in Cate, 1973[6]
- Dentiovula horai (Cardin, 1994)[7]
- Dentiovula mariae (F.A. Schilder, 1941)[8]
- Dentiovula masaoi Cate, 1973[9]
- Dentiovula oryza (Omi & Clover, 2005)[10]
- Dentiovula parvita Azuma, 1974[11]
- Dentiovula rutherfordiana (Cate, 1973)[12]